# Soonda
Soonda is een plaats in de Estlandse gemeente Muhu, provincie Saaremaa. De plaats heeft de status van dorp (Estisch: küla).

## Bevolking
Het dorp had 23 inwoners op 31 december 2011 en 24 inwoners op 31 december 2021.

## Ligging
Soonda ligt in het midden van het eiland Muhu, ten oosten van de hoofdplaats Liiva, en aan de Põhimaantee 10, de hoofdweg van Risti naar Kuressaare.

## Geschiedenis
Soonda werd voor het eerst genoemd in 1570 onder de naam Sonetacke, een Wacke. Een Wacke was een administratieve eenheid voor een groep boeren met gezamenlijke verplichtingen. In 1645 lag Soonda onder de naam Sontah of Sontakülla in de Wacke Ennenkulle. Het dorp Ennenküll, het centrum van de Wacke, werd in de loop van de 17e eeuw het centrum van het landgoed Mohn-Großenhof. Sinds het eind van de 19e eeuw ligt hier het dorp Suuremõisa. Ook Soonda hoorde onder de naam Sonda bij het landgoed Mohn-Großenhof.
In 1977 werd Soonda bij het buurdorp Liiva gevoegd. In 1997 werd het weer een zelfstandig dorp.